# Ramp met de UK-154
De ramp met de UK-154 'Vigilate Deo Fidente' vond plaats in de nacht van 17 op 18 oktober 1967.
De boomkorkotter vertrok op 17 oktober 1967 vanuit Delfzijl naar het Duitse deel van de Noordzee. De kapitein liet via de radio weten dat het slecht weer werd en dat er niet meer gevist kon worden. Daarna is niets meer van het schip vernomen.
Aan boord van de kotter waren schipper Pieter van Slooten, zijn jongere broer Louwe van Slooten, Maarten van der Zwan uit Scheveningen, Jan Jenema en Jelle Kaptein. De lichamen van Jenema en Kaptein werden in de periode na de ramp in zee gevonden door andere Urker kotterbemanningen en konden begraven worden. De overige drie mannen bleven vermist. De weduwe van de schipper was tien weken zwanger toen de kotter verging en vernoemde haar zoon naar zijn vader.
Op 30 augustus 2024 werd het wrak van de UK-154 gevonden in de buurt van Helgoland. Het wrak zal niet worden gelicht, omdat het te lang in zee heeft gelegen en direct uit elkaar zou vallen als het zou worden geborgen. Daarmee krijgt het wrak de status van zeemansgraf.